# Bayerische Handballmeisterschaft 1958
Die Bayerische Handballmeisterschaft 1958 war die 9. vom BHV ausgerichtete Endrunde um die bayerische Meisterschaft im Hallenhandball der Männer. Sie wurde in einem Ausscheidungsturnier am 16. Februar 1958 in Memmingen durchgeführt.

## Geschichte

Bereich des „Bayer. Handballverbandes“ (BHV)

Dies war die letzte Meisterschaft an der ein bayerischer Meister in einem Endrundenturnier ermittelt wurde. Ab der Saison 1958/59 ist der „Bayerische Meister“ in der Handball-Bayernliga ausgespielt worden. Die Endrundenteilnehmer dieses Turniers waren damit zugleich für die zweitklassige Bayernligasaison 1958/59 qualifiziert.

## Turnierverlauf
Die Meisterschaft gewann der Post SV München, der damit zur Teilnahme an der Süddeutschen Meisterschaft 1958 in Karlsruhe berechtigt war aber nicht teilnahm. Stattdessen fuhren der TSV 1860 Ansbach als Vizemeister und die Regensburger TS als Drittplatzierter zur Sueddeutschen. Dort schieden die Regensburger in der Vorrunde aus und der TSV Ansbach konnte in der Endrunde den 4. Platz belegen, der aber nicht zur Teilnahme an der Endrunde um die Deutsche Meisterschaft in Haßloch berechtigte.

### Teilnehmer
Die vier Endrundenteilnehmer waren
| - Post SV München (Titelverteidiger) - TSV 1860 Ansbach | - Regensburger TS - TV Münchberg |

### Endrunde
TSV 1860 Ansbach 	– 	Regensburger TS 	9 	: 	7
Post SV München 	– 	TV 1862 Münchberg 	15 	: 	2
TSV 1860 Ansbach 	– 	TV 1862 Münchberg 	10 	: 	5
Post SV München 	– 	Regensburger TS 	14 	: 	7
Regensburger TS 	– 	TV 1862 Münchberg 	22 	: 	5
Post SV München 	– 	TSV 1860 Ansbach 	9 	: 	7

### Endrundentabelle
Saison 1957/58 
|    | Mannschaft          | Spiele | Punkte |
| -- | ------------------- | ------ | ------ |
| 1. | Post SV München (M) | 3      | 6:0    |
| 2. | TSV 1860 Ansbach    | 3      | 4:2    |
| 3. | Regensburger TS     | 3      | 2:4    |
| 4. | TV Münchberg        | 3      | 0:6    |

(M) = Meister (Titelverteidiger)

 Bayerischer Meister
 Für die Endrunde zur Süddeutsche Handballmeisterschaft 1958 qualifiziert
 „Für die Bayernliga 1958/59 qualifiziert“

## Süddeutsche Meisterschaft 1957/58
Die Süddeutsche Handballmeisterschaft 1958 war die neunte vom SHV ausgerichtete Endrunde um die Süddeutsche Meisterschaft im Hallenhandball der Männer. Sie wurde vom 01. bis 15. März 1958 in Ulm (Gruppe A), Freiburg (Gruppe B) und Karlsruhe (Endrunde) ausgespielt. in einem Endrundenturnier mit zwei Gruppen in der Vorrunde. Die zwei bestplatzierten Teams jeder Gruppe nahmen an der Endrunde zur Süddeutschen Meisterschaft teil. Der Meister war für die Endausscheidung zur Deutschen Meisterschaft qualifiziert.

### Endrundentabelle
Saison 1957/58
|    | Mannschaft              | Sp | Pkte |
| -- | ----------------------- | -- | ---- |
| 1. | TC Frisch Auf Göppingen | 3  | 6:0  |
| 2. | TS Esslingen 1890       | 3  | 4:2  |
| 3. | TS Durlach 1846         | 3  | 2:4  |
| 4. | TSV 1860 Ansbach        | 3  | 0:6  |

Süddeutscher Meister und für die Endrunde zur Deutschen Meisterschaft 1957/58 qualifiziert